# Yanick Wasser
Yanick Wasser (* 27. Mai 2004) ist ein Schweizer Skispringer.

## Werdegang
Yanick Wasser, der in Einsiedeln lebt, kam durch einen Zeitungsartikel im Herbst 2012 zum Skispringen und trainierte anfangs auf den Gibswil-Schanzen. Als sein sportliches Vorbild betrachtet er Peter Prevc.
Am 4. März 2017 nahm er erstmals am Skisprung-Alpencup teil und gehörte auch zur Schweizer Auswahl für die Olympischen Jugend-Winterspiele 2020 sowie die Junioren-WM 2022 und 2023. In Kandersteg debütierte Wasser im Dezember 2020 im FIS Cup. Am 28. Dezember 2022 errang er in Engelberg seine ersten Punkte im Continental-Cup. Am 24. September 2023 sprang der Schweizer in Râșnov erstmals bei einem Grand-Prix-Wettbewerb in die Punkte.
Bei Landesmeisterschaften gewann er mehrere Medaillen.

## Statistik

### Weltcup-Platzierungen
| Saison  | Platz | Punkte |
| ------- | ----- | ------ |
| 2024/25 | 52.   | 013    |

### Grand-Prix-Platzierungen
| Saison | Platz | Punkte |
| ------ | ----- | ------ |
| 2023   | 078.  | 008    |

### Continental-Cup-Platzierungen
| Saison  | Sommer | Sommer | Winter | Winter | Gesamt | Gesamt |
| Saison  | Platz  | Punkte | Platz  | Punkte | Platz  | Punkte |
| ------- | ------ | ------ | ------ | ------ | ------ | ------ |
| 2022/23 | —      | —      | 097.   | 005    | 119.   | 005    |
| 2023/24 | —      | —      | 047.   | 094    | —      | —      |